# Limnophila perscita
Limnophila perscita là một loài ruồi trong họ Limoniidae. Chúng phân bố ở miền Australasia.